# East Indies Station
Quella di Commander-in-Chief, East Indies (Comandante in Capo, Indie Orientali) era una posizione affidata ad un ammiraglio della Royal Navy britannica e alla flotta a lui subordinata, tra il 1865 ed il 1941.
Anche se non tecnicamente corretto, il termine East Indies Station era utilizzato di frequente anche nei documenti ufficiali.
Tra il 1831 ed il 1865 i comandi delle Indie Orientali e della Cina erano riuniti in una sola formazione nota come Easti Indies and China Station. Dopo il 1865, la East Indies Station aveva come zona di operazioni l'oceano Indiano con l'esclusione delle acque attorno alle Indie Orientali Olandesi, al Sudafrica e all'Australia, includendo invece il golfo Persico ed il mar Rosso. L'esistenza di questa flotta non implicava specifiche rivendicazioni territoriali, ma solamente la protezione degli interessi commerciali dell'impero britannico.
La East Indies Station aveva basi a Colombo, Trincomalee, Bombay, Bassora e Aden. Dopo lo scoppio della seconda guerra mondiale e in seguito all'accresciuta minaccia giapponese, venne unita alla China Station nel dicembre 1941 andando a formare la Eastern Fleet.

## Comandanti
Commander-in-Chief, East Indies:
- Commodoro Curtis Barnett (1744–1746)[3]
- Commodoro (successivamente Rear- e Vice-Admiral) Thomas Griffin (1746–1748)[4]
- Rear-Admiral Edward Boscawen (1748–1750)[5]
- Commodoro William Lisle (1750–1754)
- Rear-Admiral (poi Vice-Admiral) Charles Watson (1754–1757)[6]
- Vice-Admiral George Pocock (1757–1759)[7]
- Commodoro (poi Rear-Admiral) Charles Steevens (1760–1761)[8]
- Rear-Admiral (poi Vice-Admiral) Samuel Cornish (1761–1763)[9]
- Commodoro John (poi Sir John) Lindsay (1769–1772)[10]
- Rear-Admiral Robert Harland, I baronetto (1771–1775)[11]
- Commodoro Edward Hughes (1773–1777)[12]
- Commodoro (poi Rear-Admiral) Sir Edward Vernon (1776–1780)[13]
- Rear-Admiral Sir Edward Hughes (secondo incarico, 1780–1784)[12]
  - Vice-Admiral Hyde Parker, V baronetto (incaricato nel 1782 ma disperso in mare durante il viaggio)[14]
- Commodoro Andrew Mitchell (1784–1785)[15]
- Commodoro Charles Hughes (1785–1787)
- Commodoro William Cornwallis (1788–1794)[16]
- Commodoro (poi Rear- e Vice-Admiral) Peter Rainier (1794–1805)[17]
  - Vice-Admiral Sir George Keith Elphinstone[18]
- Rear-Admiral Sir Edward Pellew (1804–1809)[19]
- Rear-Admiral Sir Thomas Troubridge, I baronetto (insieme a Edward Pellew, 1805–1807)[20]
- Rear-Admiral William O'Bryen Drury (1809–1811)
- Vice-Admiral Sir Samuel Hood, I baronetto (1811–1814)[21]
- Commodoro George Sayer (1814)[22]
- Rear-Admiral Sir George Burlton (1814–1815)
- Commodoro George Sayer (secondo incarico, 1815–1816)[22]
- Rear-Admiral Sir Richard King, II baronetto (1816–1820)[23]
- Rear-Admiral Sir Henry Blackwood, I baronetto (1820–1822)[24]
- Commodoro Charles Grant (1822–1824)
- Commodoro Sir James Brisbane (1825–1826)[25]
  - Rear-Admiral Joseph Bingham (incaricato nel 1825 ma deceduto prima di entrare in carica)
- Rear-Admiral William Hall Gage (1825–1829)[26]
- Rear-Admiral Sir Edward Owen (1829–1832)[27]

Commander-in-Chief, East Indies and China Station
- 1831–1865, vedi East Indies and China Station

Commander-in-Chief, East Indies & Cape of Good Hope Station
- Commodoro Frederick Montresor (1865)
- Commodoro Charles Hillyar (1865–1867)

Commander-in-Chief, East Indies Station
- Rear Admiral Leopold Heath (1867–1870)
- Rear Admiral James Cockburn (1870–1872)
- Rear Admiral Arthur Cumming (1872–1875)
- Rear Admiral Reginald Macdonald (1875–1877)
- Rear Admiral John Corbett (1877–1879)
- Rear Admiral William Gore Jones (1879–1882)
- Rear Admiral William Hewett (1882–1885)
- Rear Admiral Frederick Richards (1885–1888)
- Rear Admiral Edmund Fremantle (1888–1891)
- Rear Admiral Frederick Robinson (1891–1892)
- Rear Admiral William Kennedy (1892–1895)
- Rear Admiral Edmund Drummond (1895–1898)
- Rear Admiral Archibald Douglas (1898–1899)
- Rear Admiral Day Bosanquet (1899–1902)
- Rear Admiral Charles Drury (1902–1903)
- Rear Admiral George Atkinson-Willes (1903–1905)
- Rear Admiral Edmund Poë (1905–1907)
- Rear Admiral Sir George Warrender (1907–1909)
- Rear Admiral Edmond Slade (1909–1912)
- Rear Admiral Alexander Bethell (1912)
- Rear Admiral Richard Peirse (1913–1915)
- Rear Admiral Rosslyn Wemyss (1916–1917)
- Rear Admiral Ernest Gaunt (1917–1919)
- Rear Admiral Hugh Tothill (1919–1921)
- Rear Admiral Lewis Clinton-Baker (1921–1923)
- Rear Admiral Herbert Richmond (1923–1925)
- Rear Admiral Walter Ellerton (1925–1927)
- Rear Admiral Bertram Thesiger (1927–1929)
- Rear Admiral Eric Fullerton (1929–1932)
- Rear Admiral Martin Dunbar-Nasmith (1932–1934)
- Vice Admiral Forrester Rose (1934–1936)
- Vice Admiral Alexander Ramsay (1936–1938)
- Vice Admiral James Somerville (1938–1939)
- Admiral Sir Ralph Leatham (1939–1941)
- Vice Admiral Geoffrey Arbuthnot (1941–42)[29]